# 鼠鞭草
鼠鞭草（学名：Hybanthus enneaspermus）为堇菜科鼠鞭草属下的一个种。